# Chet Baker

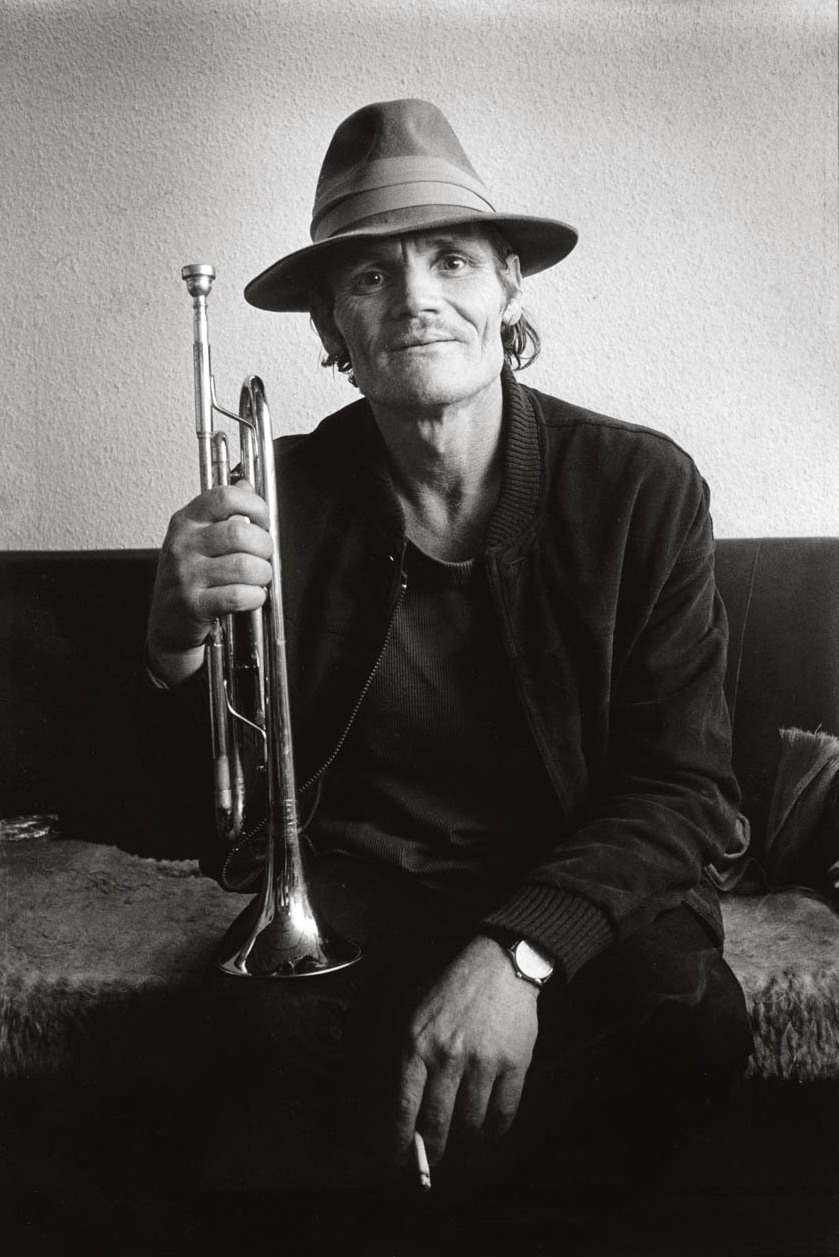
Chet Baker, 1983

Chet Baker, mit bürgerlichem Namen Chesney Henry Baker Jr. (* 23. Dezember 1929 in Yale, Oklahoma; † 13. Mai 1988 in Amsterdam), war ein US-amerikanischer Jazzmusiker (Trompete, Flügelhorn), Sänger und Komponist.

## Biografie
Mit zehn Jahren erhielt Baker von seinem Vater, der Gitarrist war, eine Posaune. Chet wechselte bald zur Trompete. Schnell konnte er Swing-Melodien nachspielen und lernte als Autodidakt das Improvisieren. Seine besondere Fähigkeit bestand darin, harmonische Zusammenhänge zu erfassen und melodisch zu umspielen. Baker hat nur wenig komponiert.
Zunächst spielte er im Schulorchester, dann bei öffentlichen Tanzveranstaltungen. 1946 meldete er sich zur US-Armee und kam zur 298th Army Band nach Berlin. 1948 wurde er ausgemustert. Er studierte Theorie und Harmonie am El Camino College in Los Angeles, abends spielte er in Clubs. 1950 trat er erneut in die Armee ein und wurde Mitglied der 6. Armee-Band in Presidio in San Francisco. Dann bat er um seine Entlassung und entschloss sich, professioneller Jazzmusiker zu werden.
Im Frühjahr 1952 wurde er Trompeter in der Band von Charlie Parker. Berühmt wurde Baker als Trompeter im klavierlosen Quartett von Gerry Mulligan, das in Los Angeles im The Haig spielte. Die 1952 auf Fantasy Records veröffentlichte Single My Funny Valentine wurde zu einem Hit und sie war für Baker fortan eine Art Signatur, die er in unzähligen Variationen bis zu seinem Lebensende immer wieder spielte. Baker ist, auch aufgrund seiner Assoziation mit Mulligan, der neben Lennie Tristano als federführende Figur des Cool Jazz gilt, oft als Vertreter dieser Stilrichtung bezeichnet worden. Seine Aufnahmen beweisen seine große Wandlungsfähigkeit auf vielen Stilgebieten des Jazz.
Als Mulligan im Frühjahr 1953 wegen eines Drogenvergehens ins Gefängnis musste, gründete Baker mit dem Pianisten Russ Freeman ein eigenes Quartett (zusätzlich mit Bob Neel, Carson Smith). Protegiert von dem Besitzer der Plattenfirma Pacific Jazz, Richard „Dick“ Bock, der in Baker eine Geldquelle witterte, entstanden zahlreiche Aufnahmen unterschiedlicher Qualität. Baker wurde – von dem Fotografen William Claxton dank seines Aussehens und seiner Ähnlichkeit mit James Dean († 1955) in Szene gesetzt – zu einem Superstar und ließ in Umfragen Jazzgrößen wie Dizzy Gillespie, Miles Davis und Clifford Brown hinter sich.
1957 begann seine Heroinabhängigkeit, die rund 35 Jahre bis zu seinem Tod andauerte. Im Jahr 1955 verließ Freeman das Quartett. Baker heuerte den begabten, aber ebenfalls heroinsüchtigen Pianisten Dick Twardzik an und ging auf Europa-Tournee. Baker spielte für Eddie Barclay in Paris eine Reihe von herausragenden Aufnahmen ein. Die Erfolge wurden von Twardziks Drogentod im Oktober 1955 überschattet.
1956 kehrte Baker in die USA zurück. Nach einigen weiteren Aufnahmen für Pacific Jazz Records (darunter Sessions mit Art Pepper und erneut mit Russ Freeman) wechselte er zu dem Label Riverside, für das er drei Schallplatten aufnahm. Nachdem er 1959 wegen Drogenbesitzes festgenommen worden war, ging Baker nach Italien. Er wurde dort wegen Drogenmissbrauch, Fälschen von Arzneirezepten und Importieren von Drogen verurteilt und war eineinhalb Jahre im Gefängnis.
Nach seiner Entlassung entstand im Jahr 1962 (er war noch auf Entzug) für RCA Italia eine seiner bis dahin besten Platten, Chet Is Back! Noch bevor die Platte in die Läden kam, verfiel Baker erneut der Sucht. Im März 1964 wurde er in Deutschland wegen eines Drogenvergehens verhaftet und in die USA ausgewiesen. Um diese Zeit wechselte er für einige Zeit von der Trompete zum Flügelhorn. Er kehrt noch einmal nach Europa zurück für Filmaufnahmen in Brüssel am 2. Mai 1964 für die RTBF unter der Leitung von Serge Leroy unter dem Titel Jazz pour tous (Jazz für alle) an der Seite von Jacques Pelzer, René Urtreger, Luigi Trussardi und Franco Manzecchi mit denen Baker regelmäßig gearbeitet hatte im Jahr zuvor, z. B. im Pariser Jazzclub Blue Note.
Zurück in den USA entstanden im Jahr 1965 mit dem Saxophonisten George Coleman für das Label Prestige Hardbop-Aufnahmen, die 1966/67 auf fünf LPs veröffentlicht wurden. Danach nahm Baker für Dick Bocks neues Label World Pacific mit der Formation The Mariachi Brass eine Reihe von kommerziellen Easy-Listening- und Mariachi-Platten auf.

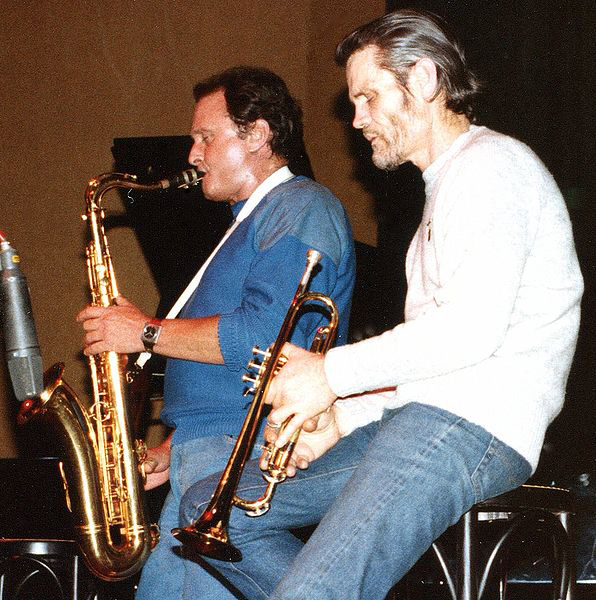
Chet Baker und Stan Getz in Sandvika, Norwegen, im Februar 1983

Im Sommer 1966 wurde er in San Francisco, wahrscheinlich beim Versuch, Drogen zu kaufen, Opfer einer Schlägerei, bei der seine Zähne beschädigt wurden. Er schaffte trotz der sich daraus ergebenden Beeinträchtigungen Ende der 1960er Jahre mit Hilfe von Dizzy Gillespie ein Comeback.
In den Jahren 1974 bis 1977 entstanden eine Reihe von Aufnahmen, darunter einige mit Paul Desmond – auch eine Wiederbegegnung mit Gerry Mulligan, an welcher der junge Gitarrist John Scofield teilnahm. Ende der 1970er spielte er im Quartett mit Phil Markowitz und Jeff Brillinger sowie im Trio mit Philip Catherine und Jean-Louis Rassinfosse. 1979 begann die Zusammenarbeit mit dem deutschen Vibraphonisten Wolfgang Lackerschmid. Sie nahmen gemeinsam das Album Ballads for Two auf.
1987 folgte die Japantournee mit Harold Danko, Hein van de Geyn und John Engels, bei der das Live-Album Chet Baker in Tokyo entstand. Zwei Wochen vor seinem Tod nahm Baker ein (posthum als Last Great Concert betiteltes) Konzert mit der NDR Bigband und dem Rundfunkorchester Hannover auf.

## Privatleben

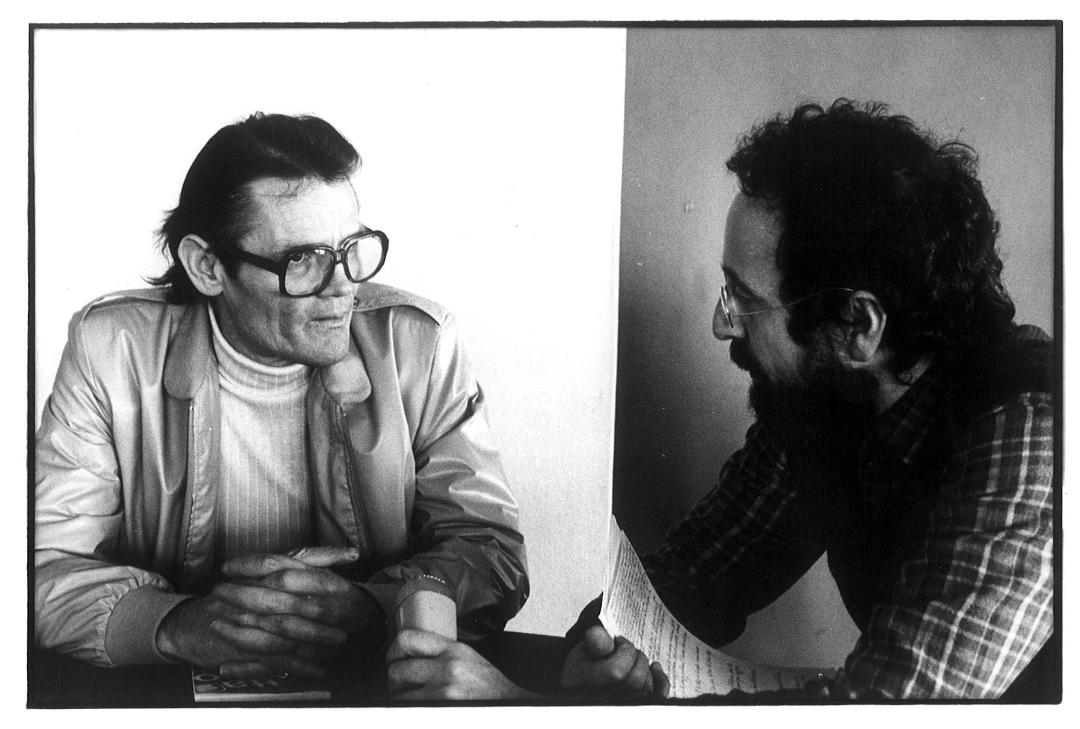
Chet Baker (links, 1979)

Chet Bakers Privatleben war turbulent, was auf seine rund 35-jährige Heroinsucht und den nomadischen Lebensstil zurückzuführen war. Er war ein sozial Verwahrloster, der von seiner Sucht dominiert wurde. Baker sagte zu Michel Graillier: „Mein Zuhause ist in meinem linken Arm.“ 1980 bezeichnete er sein Leben als „ein Drittel im Auto, ein Drittel schlafend und ein Drittel Musik spielend“.
Seine erste kurze Ehe begann 1950 mit Charlaine Souder. 1954 ging er zwei Jahre lang öffentlich mit der französischen Jazzclub-Besucherin Lili Cukier aus (später bekannt als Schauspielerin Liliane Rovère) und stellte sie anderen als seine Frau vor.
Bakers Beziehung zu Lili endete, als er sie über seine Ehe mit Halema Alli informierte. Er heiratete die 20-jährige Halema, 7 Jahre jünger als er, im Mai 1956, einen Monat nachdem sie sich kennengelernt hatten. Sie bekamen einen Sohn, Chesney Aftab Baker, dem Baker seine Komposition Chetty's Lullaby widmete. Er zeigte als Vater wenig Verantwortungsbewusstsein.
In einem von der italienischen Boulevardpresse stark beachteten Skandal kam Halema ins Gefängnis, weil sie für ihren Mann Dextromoramid von Deutschland nach Italien geschmuggelt hatte, obwohl sie schwor, dass sie nicht wusste, dass sie gegen das Gesetz verstieß. Zu der Zeit war Baker bereits öffentlich mit Carol Jackson, einem Showgirl aus Surrey, zusammen. Nach einer sechsmonatigen Haftstrafe kehrte Halema nach Inglewood zurück, und die Ehe der beiden endete, obwohl sie noch einige Jahre verheiratet blieben, da es schwierig war, Baker für ein Scheidungsverfahren ausfindig zu machen. Aus seiner Zeit in Italien sprach Baker fließend Italienisch.
1962 brachte Carol Jackson den Sohn Dean zur Welt. 1964 kehrte Baker in die Vereinigten Staaten zurück, und Halema konnte Baker die Scheidungspapiere zustellen. Baker heiratete 1964 Carol Jackson, und sie bekamen zwei weitere Kinder, Paul 1965 und Melissa 1966. Trotz seiner Unfähigkeit, eine Familie zu erhalten und seiner Untreue ließen sich Carol und Chet nie scheiden.
1970 lernte Baker die Jazz-Schlagzeugerin Diane Vavra (* 1940) kennen. Die beiden begannen eine On-Off-Beziehung, die bis zum Ende seines Lebens andauerte. Ab den 1980er Jahren war sie seine ständige Begleiterin auf Europatourneen und kümmerte sich um ihn. Die Library of Congress verwahrt die Korrespondenz des Paars. Chet widmete Vavra 1985 sein Album Diane, auf dem er den Jazzstandard Diane coverte. Zeitweise musste Vavra Zuflucht vor Baker in einem Frauenhaus suchen.
1973 begann Baker eine Beziehung mit der der Jazzsängerin Ruth Young. Sie begleitete ihn 1975 auf seiner Europatournee, und er wohnte bei ihr, als er in New York war. Sie waren mit Unterbrechungen rund ein Jahrzehnt lang zusammen. Gemeinsam nahmen sie zwei Duette, Autumn Leaves und Whatever Possessed Me für das 1977 erschienene Album The Incredible Chet Baker Plays and Sings auf.
1971, 1972 und 1975 wurde Baker wegen Trunkenheit am Steuer verhaftet.
In den späten 60er und 70er Jahren versuchte Baker, seine Memoiren zu schreiben. Nach Angaben seiner Frau Carol verlor er den Entwurf, als er auf Tournee war. 1997 veröffentlichte Carol Baker eine Einleitung zu seinen „verlorenen Memoiren“, die 1978 aufgenommen wurden, unter dem Titel As Though I Had Wings. Seine spärlichen, eigenwilligen Aufzeichnungen konzentrieren sich hauptsächlich auf seine Zeit in der Armee und seinen Drogenkonsum.
Baker zog es vor, in bar bezahlt zu werden. Er weigerte sich, Verträge zu unterzeichnen, die ihm einen Prozentsatz der Einnahmen aus Aufnahmen einräumten; wahrscheinlich hat es ihn Millionen gekostet. In den letzten Jahrzehnten seines Lebens hatte Baker nicht einmal ein Bankkonto.

## Tod

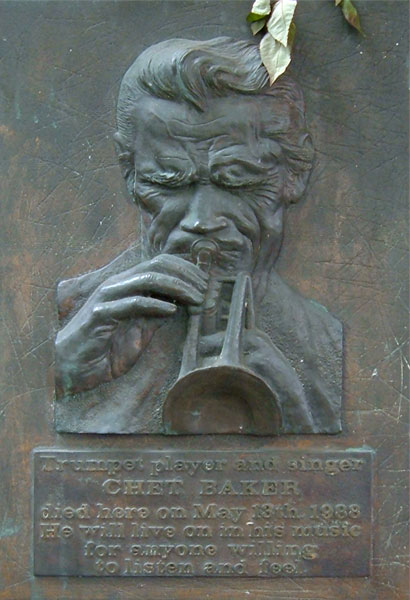
Gedenktafel für Chet Baker in Amsterdam

Baker hatte begonnen, Heroin mit Kokain (Speedball) sowie Amphetaminen zu mischen. Am 13. Mai 1988 fiel er aus dem Fenster seines Zimmers im Prins Hendrik Hotel in Amsterdam und starb an den Sturzfolgen. Er wurde auf dem Inglewood Park Cemetery (Parzelle Elm, Abteilung C, Nummer 152) in Los Angeles beigesetzt.

## Diskografie (Auswahl)

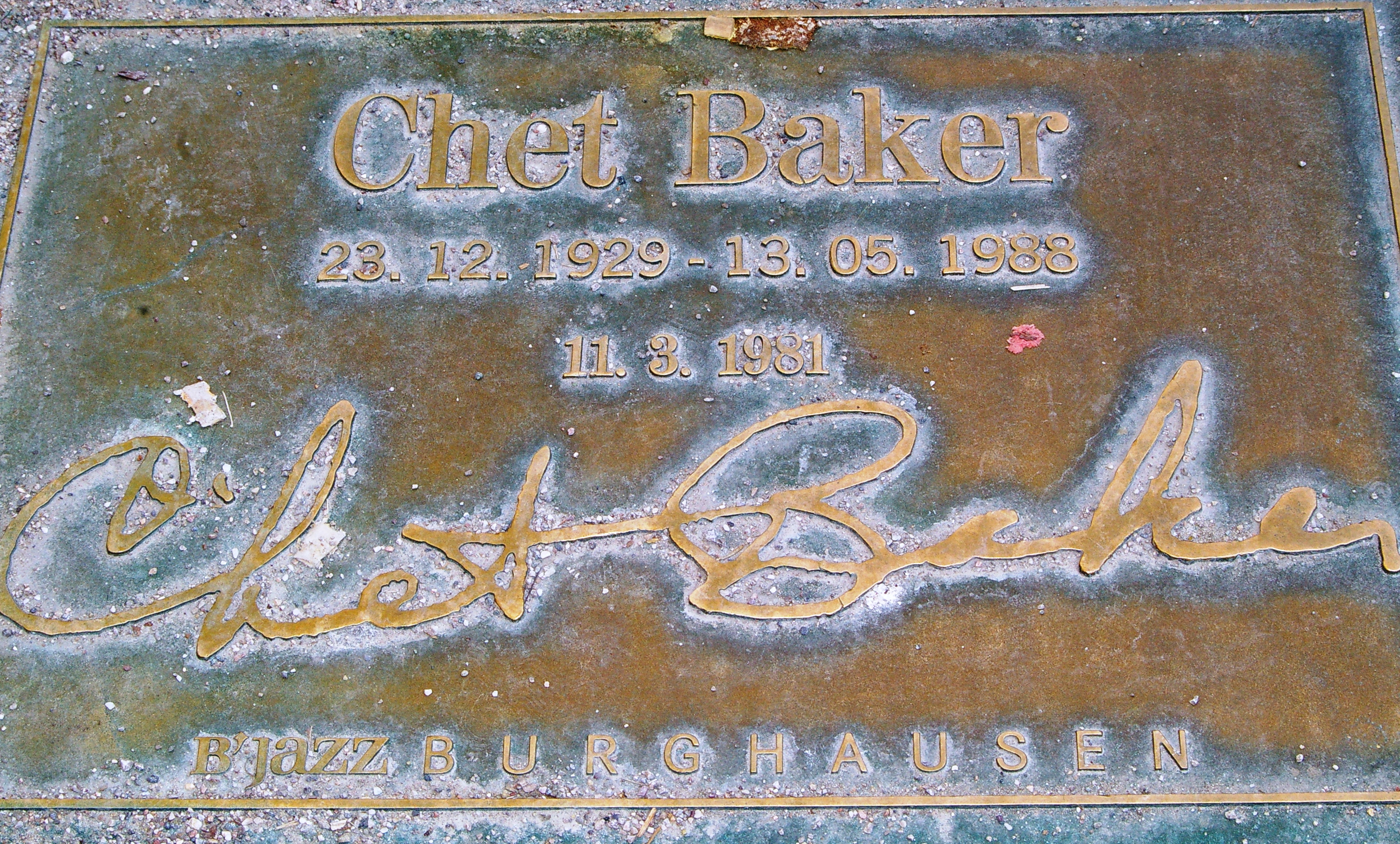
Street of Fame in Burghausen

- 1952–1953: The Original Chet Baker & Gerry Mulligan Quartet: Complete Recordings (Definitive, 4 CDs)
- 1952: Complete 1952 Fantasy & Pacific Jazz Sessions (Definitive, 2002)
- 1954: Jazz at Ann Arbor (Pacific Jazz)
- 1954: Chet Baker Sings
- 1954: Chet Baker & Strings (Columbia/Sony) (auch unter dem Titel Love Walked In veröffentlicht)
- 1955: Sings & Plays with Bud Shank, Russ Freeman and Strings (Pacific Jazz/EMI)
- 1955: Chet Baker Quartet Featuring Dick Twardzik (Barclay/Universal)
- 1956: Quartet: Russ Freeman & Chet Baker (Pacific Jazz/EMI)
- 1956: Chet Baker & Art Pepper – Playboys (Pacific Jazz/EMI) (auch unter dem Titel Picture of Heath veröffentlicht)
- 1959: Chet (Riverside/OJC)
- 1959: Chet Baker & Bill Evans
- 1962: Chet Is Back! (RCA/BMG) (auch unter den Titeln The Italian Sessions und Somewhere Over the Rainbow veröffentlicht)
- 1967: Boppin’ with the Chet Baker Quintet (Prestige/OJC)
- 1974: She Was Too Good to Me (CTI/Sony)
- 1975: Jim Hall – Concierto (CTI/Sony)
- 1977: You Can’t Go Home Again (A&M)
- 1977: The Best Thing for You (A&M)
- 1978: Broken Wing (Sonopresse/Universal)
- 1978: Live at Nick’s (Criss Cross)
- 1979: The Touch of Your Lips (SteepleChase)
- 1979: Ballads for Two (Sandra), mit Wolfgang Lackerschmid
- 1980: No Problem (SteepleChase)
- 1982: Peace (Enja)
- 1983: Stan Getz & Chet Baker – The Stockholm Concerts (Verve)
- 1985: Chet Baker & Paul Bley – Diane (SteepleChase)
- 1985: Chet’s Choice (Criss Cross)
- 1986: As Time Goes By (Timeless)
- 1986: Chet In Chicago (Enja)
- 1987: Chet Baker in Tokyo (King/Evidence, 2 CDs)
- 1988: The Last Great Concert: My Favorite Songs Vol. I & II (Enja, 2 CDs)
- 1990: Silent Nights (DE: Gold (German Jazz Award))[34]
- 1990: The Best Of Chet Baker Sings (UK: Silber)
- 2009: Chet in Chicago: The Legacy Vol. 5
- 2013: Early Chet: Chet Baker in Germany 1955–1959
- 2023: Blue Room: The 1979 VARA Studio Sessions in Holland
- 2024: In Perfect Harmony: The Lost Album

## Sammlung
- The Complete Pacific Jazz and Capitol Recordings of the Original Gerry Mulligan Quartett and Tentette with Chet Baker – (1952–53) – (Mosaic – 1983) – 5 LPs oder 3 CDs mit Red Mitchell, Chico Hamilton, Jimmy Rowles, Joe Mondragon, Bobby Whitlock, Carson Smith, Larry Bunker, Pete Candoli, Bob Enevoldsen, John Graas, Bud Shank, Lee Konitz
- The Complete Pacific Jazz Live Recordings of the Chet Baker Quartet with Russ Freeman (1954) – (Mosaic 1986) – 4 LPs mit Carson Smith, Bob Neel dm
- The Complete Pacific Jazz Studio Recordings of the Chet Baker Quartet with Russ Freeman (1953–1956) – (Mosaic 1987) – 4 LPs bzw. 3 CDs, mit Red Mitchell, Bobby White, Carson Smith, Larry Bunker, Joe Mondragon, Shelly Manne, Bob Neel, Jimmy Bond, Peter Littman, Lawrence Marable, Leroy Vinnegar
- Chet Baker – Milestones Of A Jazz Legend, 10 CD, Remastered Box Set, Compilation include 17 Originals 1953–1962 – (The Intense Media – 600269, Documents – 600269 – 2015)

## Dokumentarfilme und Spielfilm
- (1955) Hell's Horizon, by Tom Gries: Schauspieler
- (1959) Audace colpo dei soliti ignoti, by Nanni Loy: Musik
- (1960) Howlers in the Dock, by Lucio Fulci: Schauspieler
- (1963) Ore rubate ["stolen hours"], by Daniel Petrie: Musik
- (1963) Tromba Fredda, by Enzo Nasso: Schauspieler und Musik
- (1963) Le concerto de la peur, by José Bénazéraf: Musik
- (1964) L'enfer dans la peau, by José Bénazéraf: Musik
- (1964) Nudi per vivere, by Elio Petri, Giuliano Montaldo and Giulio Questi: Musik
- (1988) Chet’s Romance, Regie Bertrand Fèvre: Preisgekrönter Kurzfilm mit Interviews.
- (1988) Let’s Get Lost, Regie Bruce Weber: Ein filmisches Porträt, mit Interviews mit Chet, Familienmitgliedern und wenigen Musikern (sowie William Claxton, Richard Bock), Konzert- und diversen Spielfilmausschnitten.[35]
- (1990) Chet Baker: The Last Days : Niederländische Dokumentation mit Interviews und Konzertmitschnitten.
- (2006) Chet Baker: Live in ’64 & ’79 : Eine Belgische Fernsehproduktion von 1964 und ein Norwegischer Konzertmitschnitt von 1979 inkl. Interview, veröffentlicht auf "Jazzicons".
- (2015) Born to be Blue, Regie: Robert Budreau, mit Ethan Hawke als Chet Baker.

## Belletristik
- Bill Moody: Auf der Suche nach Chet Baker. Unionsverlag, Zürich 2004, ISBN 3-293-00330-3.
- Im Roman 1965 – Rue de Grenelle von J. R. Bechtle spielt ein Konzert von Chet Baker in einem Pariser Club eine wichtige Rolle.[36]
- Gabriela Jaskulla: Die Geliebte des Trompeters. dtv, München 2008, ISBN 978-3-423-21058-4.

## Hörspiele
- Auf der Suche nach Chet Baker – Nach dem Roman von Bill Moody – Produktion des NDR 2016 – Bearbeitung und Regie: Wolfgang Seesko

## Lieder
- Reinhard Mey: Chet – Auf dem Album 'Einhandsegler' (2000)[37]
- Rausch: Who killed Chet Baker[38]